# إدي سنايدر
إدي سنايدر (بالإنجليزية: Eddie Snyder)‏ هو كاتب أغاني وملحن أمريكي، ولد في 22 فبراير 1919 في نيويورك في الولايات المتحدة، وتوفي في 10 مارس 2011 في ليكلاند في الولايات المتحدة.

## وصلات خارجية
- إدي سنايدر على موقع IMDb (الإنجليزية)
- إدي سنايدر على موقع ميوزك برينز (الإنجليزية)
- إدي سنايدر على موقع ميوزك برينز (الإنجليزية)
- إدي سنايدر على موقع قاعدة بيانات برودواي على الإنترنت (الإنجليزية)
- إدي سنايدر على موقع أول ميوزيك (الإنجليزية)
- إدي سنايدر على موقع أول ميوزيك (الإنجليزية)
- إدي سنايدر على موقع ديسكوغز (الإنجليزية)
- إدي سنايدر على موقع ديسكوغز (الإنجليزية)